# Moonflowers
Moonflowers – ósmy studyjny album fińskiego zespołu melodic doom-deathmetalowego Swallow the Sun, wydany 19 listopada 2021 roku przez wytwórnię płytową Century Media Records.

## Lista utworów
Opracowano na podstawie materiału źródłowego.
| Moonflowers | Moonflowers                    | Moonflowers |
| Nr          | Tytuł utworu                   | Długość     |
| ----------- | ------------------------------ | ----------- |
| 1.          | „Moonflowers Bloom in Misery”  | 06:19       |
| 2.          | „Enemy”                        | 05:39       |
| 3.          | „Woven into Sorrow”            | 07:46       |
| 4.          | „Keep Your Heart Safe from Me” | 07:47       |
| 5.          | „All Hallows' Grieve”          | 05:37       |
| 6.          | „The Void”                     | 05:39       |
| 7.          | „The Fight of Your Life”       | 07:13       |
| 8.          | „This House Has No Home”       | 06:40       |
|             |                                | 52:40       |

## Twórcy
Opracowano na podstawie materiału źródłowego.
Zespół Swallow the Sun w składzie
- Juha Raivio - gitara, instrumenty klawiszowe
- Matti Honkonen - gitara basowa
- Mikko Kotamäki - wokal
- Juuso Raatikainen - perkusja
- Juho Räihä - gitara
- Jaani Peuhu - wokal wspierający